# Strombus alatus
Strombus alatus (nomeada, em inglês, Florida fighting conch) é uma espécie de molusco gastrópode marinho pertencente à família Strombidae. Foi classificada por Johann Friedrich Gmelin em 1791, sendo nativa do oeste do oceano Atlântico; da Carolina do Norte ao Texas (EUA), incluindo Flórida, golfo do México ao mar do Caribe. O significado, em latim, da palavra alatus é "alado"; "dotado de asas".

## Descrição da concha
Conchas chegando a pouco mais de 11 centímetros, quando desenvolvidas, de coloração alaranjada a branca, bastante semelhantes a Strombus pugilis em formato, mas sem ter a borda de seu lábio externo projetada em direção à sua espiral e com seus espinhos reduzidos a protuberâncias arredondadas. Alguns espécimes possuem relevo de fortes cordões espirais, faixas mais claras sobre a volta final ou desenhos em zigue-zague. A cor de sua abertura, columela e lábio externo, pode variar do castanho-escuro e vermelho-alaranjado ao malva e branco.

## Habitat, alimentação e hábitos
Strombus alatus ocorre em águas rasas, da zona entremarés até os 183 metros de profundidade, habitando bentos com ervas marinhas ou recifes rasos, com substrato de areia e entulho de conchas e corais. Alimenta-se de diatomáceas e outros tipos de algas. Reside em águas profundas, com 10 metros ou mais, durante o inverno, migrando para águas rasas durante o verão, para a desova.

## Análise taxonômica das espécies do Atlântico e Pacífico Oriental
Durante o século XX no gênero Strombus, análises posteriores do início do século XXI concluíram que Lobatus seria o primeiro táxon disponível para a inclusão de um grupo de grandes e pesados Strombidae do oeste do Atlântico e leste do Pacífico, que excetuavam as espécies Strombus pugilis, Strombus alatus e Strombus gracilior. Tal situação fora mantida até o ano de 2020, envolvendo cinco espécies, quando uma minuciosa análise taxonômica por Maxwell et al., "Towards Resolving the American and West African Strombidae (Mollusca: Gastropoda: Neostromboidae) Using Integrated Taxonomy", definiu as espécies extantes do leste do Pacífico até o oeste da costa africana sob a seguinte nomeclatura:
Gênero Aliger Thiele, 1929
Espécie Aliger gallus (Linnaeus, 1758) - Sin. Lobatus gallus
Espécie Aliger gigas (Linnaeus, 1758) - Sin. Lobatus gigas
Gênero Lobatus [Swainson], 1837
Espécie Lobatus peruvianus (Swainson, 1823)
Espécie Lobatus raninus (Gmelin, 1791)
Gênero Macrostrombus Petuch, 1994
Espécie Macrostrombus costatus (Gmelin, 1791) - Sin. Lobatus costatus
Gênero Persististrombus Kronenberg & H. G. Lee, 2007
Espécie Persististrombus granulatus (Swainson, 1822)
Gênero Strombus Linnaeus, 1758
Espécie Strombus alatus Gmelin, 1791
Espécie Strombus gracilior G. B. Sowerby I, 1825
Espécie Strombus pugilis Linnaeus, 1758
Gênero Thetystrombus Dekkers, 2008
Espécie Thetystrombus latus (Gmelin, 1791)
Gênero Titanostrombus Petuch, 1994
Espécie Titanostrombus galeatus (Swainson, 1823) - Sin. Lobatus galeatus
Espécie Titanostrombus goliath (Schröter, 1805) - Sin. Lobatus goliath